# Balanoglossus occidentalis
Balanoglossus occidentalis är en djurart som tillhör fylumet svalgsträngsdjur, och som beskrevs av Friedrich Ritter 1902. Balanoglossus occidentalis ingår i släktet Balanoglossus och familjen Ptychoderidae. Inga underarter finns listade i Catalogue of Life.